# 建武 (西晋)
建武（けんぶ）は、西晋の恵帝の治世に使われた元号。304年。

## 出来事
- 元年7月：建武と改号。
- 元年11月：永安に元号を戻す。

## 西暦との対照表
| 建武 | 元年  |
| 西暦 | 304年 |
| 干支 | 甲子  |

## 他元号との対照表
| 建武 | 元年          |
| 成漢 | 建初元 建興元 |
| 前趙 | 元熙元        |